# 中山大学社会学与人类学学院
中山大学社会学与人类学学院（School of Sociology & Anthropology, Sun Yat-sen University），简称中大社人，是中山大学下属学院之一，于2008年12月由人类学系、社会学与社会工作系联合组建。该学院位于中山大学广州校区南校园。

## 沿革
中山大学的社会学和人类学的学术传统可以追溯到国立中山大学创办之初和私立岭南大学。国立中山大学于1931年在文学院下设社会学系，私立岭南大学于1932年设立社会研究所。国立中山大学于1927年设立语言历史学研究所，开始人类学研究。1948年，国立中山大学文学院设立人类学系。
1952年，中国大陆高校院系调整，中大与岭大社会学、人类学学科合并重组为中山大学社会学系，和云南大学社会学系一并成为当时中华人民共和国仅存的两个社会学系。1953年，中山大学社会学系被取消，中山大学的社会学、人类学研究中断。
1981年，中山大学复办人类学系，成为当时中华人民共和国唯一的人类学系。同年，中山大学复办社会学系。2008年，中山大学将人类学系、社会学与社会工作系合并，组建为社会学与人类学学院。